# スーパー詰将棋
スーパー詰将棋（すーぱーつめしょうぎ）とは、詰将棋の分類および作図条件の一つ。詰め上がりで攻め方の駒が1枚しかないものをいう。単騎詰と呼ぶこともある。

## 概説
一般的な詰将棋の詰め上がりでは、煙詰に代表されるように、詰ませた側に2枚以上の駒がある。これは、王手をする駒の他に、王手駒を支える駒や合駒を防ぐ駒、または両王手を構成する駒が必要になるためである。
しかし、特殊な条件下では、盤上の攻め駒1枚での詰め上がりが存在し、これが最終形になる詰将棋がスーパー詰将棋となる。
1枚の駒は必然的に、飛、角、龍、馬、桂、香のいずれかとなる。このうち、角は最長3手詰、桂は最長5手詰、香は最長7手詰なので、他の一定の手数のものは他の3種のいずれかによる詰め上がりとなる。
スーパー詰将棋の条件は詰め上がりのみであり、初形や途中図では攻め方の駒が複数存在していても差し支えない。

## 原理と例題
| 9  | 8  | 7  | 6  | 5 | 4  | 3  | 2  | 1  |    |
| 飛 | 角 | 角 |    |   |    | 歩 |    | 歩 | 一 |
| 銀 | 銀 | 銀 | 銀 |   |    |    |    |    | 二 |
| 金 | 金 | 金 | 金 |   |    | 龍 |    |    | 三 |
|    |    |    |    |   |    |    |    |    | 四 |
|    |    |    |    |   |    |    |    |    | 五 |
|    |    |    |    |   | 香 | と | 香 |    | 六 |
|    |    |    |    |   | 香 |    | 歩 |    | 七 |
|    |    |    |    |   | 香 | と |    |    | 八 |
|    |    |    |    |   |    |    |    | 玉 | 九 |

| 9  | 8  | 7  | 6  | 5 | 4  | 3  | 2  | 1  |    |
| 飛 | 角 | 角 |    |   |    | 歩 |    | 歩 | 一 |
| 銀 | 銀 | 銀 | 銀 |   |    |    |    |    | 二 |
| 金 | 金 | 金 | 金 |   |    |    |    |    | 三 |
|    |    |    |    |   |    |    |    |    | 四 |
|    |    |    |    |   |    |    |    |    | 五 |
|    |    |    |    |   | 香 |    | 香 |    | 六 |
|    |    |    |    |   | 香 | 玉 | 歩 |    | 七 |
|    |    |    |    |   | 香 |    |    |    | 八 |
|    |    |    |    |   |    | 龍 |    |    | 九 |

図1から、▲1三龍、△2九玉、▲3九と、△同玉、▲1九龍、△3八玉、▲3七と、△同玉、▲3九龍（図2）まで9手詰となり、この局面で3九龍以外に攻め方の駒がないことがスーパー詰将棋の条件となる。この間のいずれの局面も、玉方の持ち駒は桂と歩だけであり、二歩および八段目の桂合が禁じ手（行き所のない駒）であることから、玉が逃げる以外の応手はない。

## 長手数記録
スーパー詰将棋が1956年に詰将棋パラダイス誌上で提唱されたときに集まった作品の中では、森茂の63手詰が最長であった。翌年に森は75手の作品を発表している。
1970年に花沢正純が103手の問題を発表したが、後に早く詰む手順が見つかっている。作者による修正もない（作者以外の修正案はある）ため、これを歴代の最長手数作に含めるかは見解が分かれる。
1983年に添川公司が97手詰を発表する。これは発表時点で最長手数の馬によるスーパー詰将棋であり、上記花沢作を除けば最長手数の問題であった。さらに添川は2009年に109手詰（詰将棋パラダイス2009年1月）を発表して最長手数の記録を更新した。2020年に添川はこの問題の改作を発表し、最長手数を113手に伸ばした。